# Đặng Thị Linh
Đặng Thị Linh (ur. 25 listopada 2000) – wietnamska zapaśniczka walcząca w stylu wolnym. Zajęła 25. miejsce na mistrzostwach świata w 2022 i 2023 roku. 
Jedenasta na igrzyskach azjatyckich w 2022. Szósta na mistrzostwach Azji w 2020. Mistrzyni igrzysk Azji Południowo-Wschodniej w 2021 i 2023. Wygrała mistrzostwa Azji Południowo-Wschodniej w 2023 i 2025 roku.